# Osiek (gmina w województwie pomorskim)
Osiek – gmina wiejska w województwie pomorskim, w powiecie starogardzkim. W latach 1975–1998 gmina położona była w województwie gdańskim.
W skład gminy wchodzi 12 sołectw: Bukowiny, Cisowy, Jeżewnica, Karszanek, Kasparus, Lisówko, Markocin, Osiek, Radogoszcz, Skórzenno, Suchobrzeźnica, Wycinki
Siedziba gminy to Osiek.
Według danych z 31 grudnia 2020 gminę zamieszkiwały 2373 osoby.

## Struktura powierzchni
Według danych z roku 2002 gmina Osiek ma obszar 155,63 km², w tym:
- użytki rolne: 17%
- użytki leśne: 71%

Gmina stanowi 11,57% powierzchni powiatu.

## Demografia

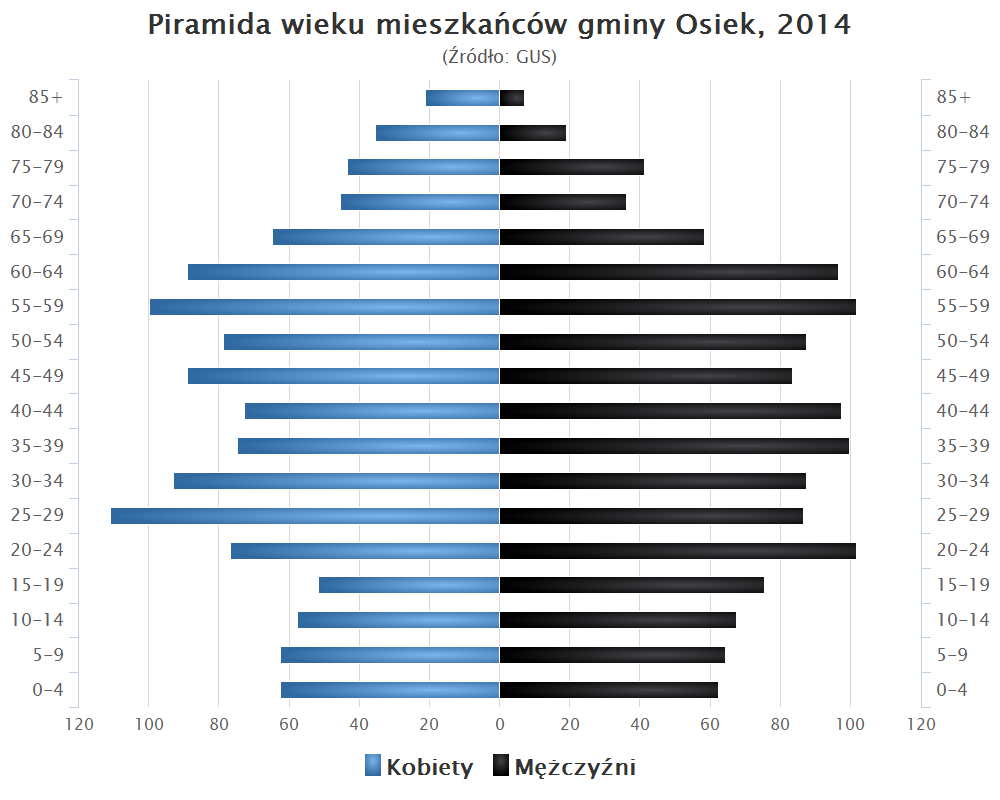
Piramida wieku mieszkańców gminy Osiek w 2014 roku

Dane z 31 grudnia 2020:
| Opis                              | Ogółem | Ogółem | Kobiety | Kobiety | Mężczyźni | Mężczyźni |
| --------------------------------- | ------ | ------ | ------- | ------- | --------- | --------- |
| jednostka                         | osób   | %      | osób    | %       | osób      | %         |
| populacja                         | 2373   | 100    | 1221    | 50,6    | 1152      | 49,4      |
| gęstość zaludnienia (mieszk./km²) | 15,25  | 15,25  | 7,85    | 7,85    | 7,4       | 7,4       |

## Ochrona przyrody
- Rezerwat przyrody Czapli Wierch
- Rezerwat przyrody Jezioro Udzierz
- Rezerwat przyrody Krzywe Koło w Pętli Wdy
- Rezerwat przyrody Zdrójno

## Sąsiednie gminy
Lubichowo, Nowe, Osie, Osieczna, Skórcz (gmina wiejska), Skórcz (miasto), Smętowo Graniczne, Śliwice, Warlubie